# Thomas Lindström
Thomas Lindström, né le 31 juillet 1952 à Ulricehamn, est un pilote automobile suédois, essentiellement sur voitures de tourisme  en circuits.

## Biographie

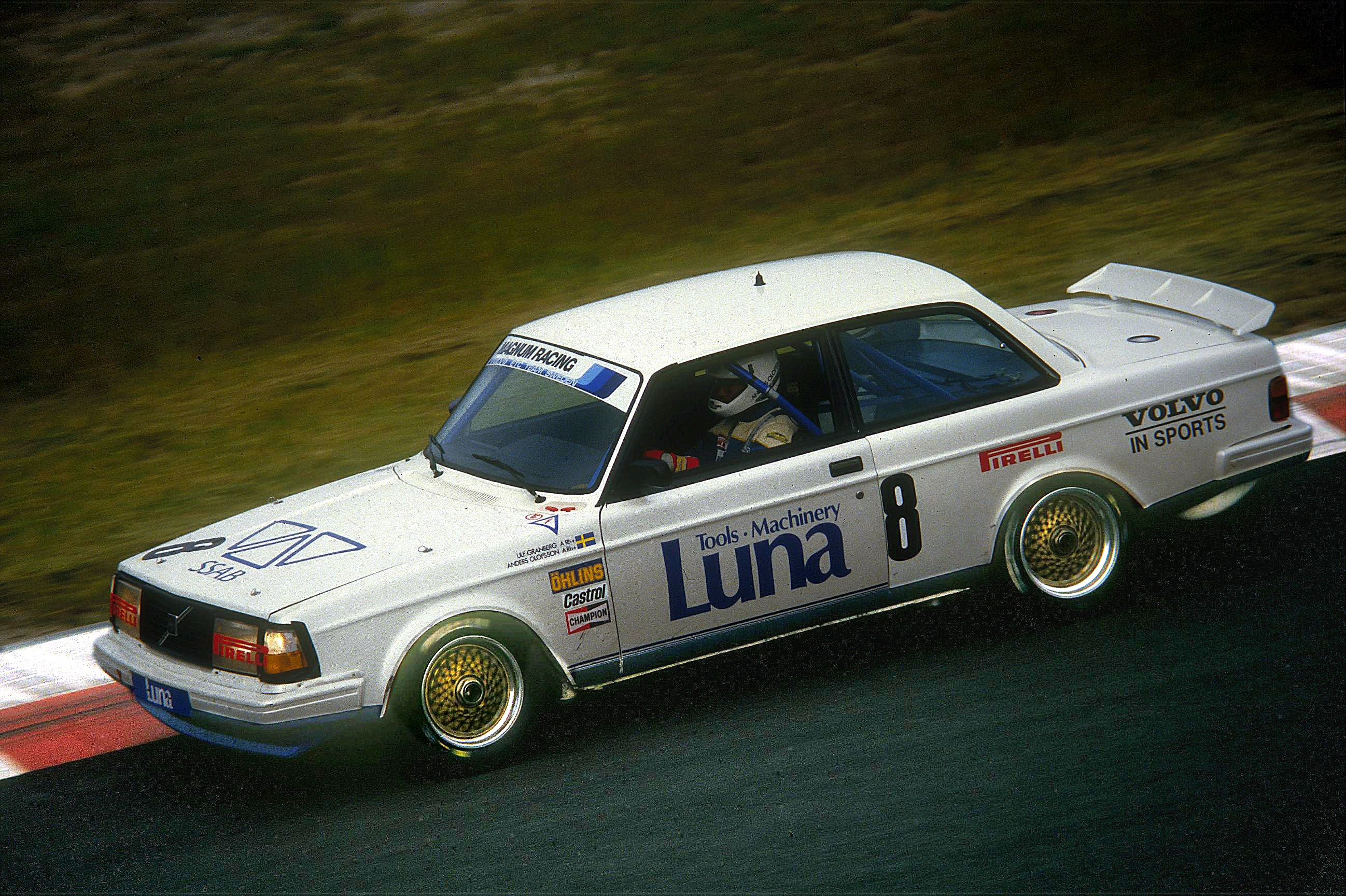
Une Volvo 240 Turbo au GP Touring du Nürburgring en 1985 (ici avec Anders Olofsson).

Sa carrière en Tourisme s'est étalée entre 1974 et 1990, s'exprimant tour à tour sur des Volkswagen, Volvo (1984 à 1986, successivement pour TL Racing AB, Eggenberger Motorsport, et RAS Sport S.A.), Alfa Romeo, Maserati et Ford. Sa période la plus faste fut avec la Volvo 240 en 1985 et 1986. En 1985 le motoriste Suisse Reudi Eggenberger est engagé par l'équipe suédoise appelée alors Sportpromotion, et l'année suivante avec Eggenberger Motorsport Lindström et Gianfranco Brancatelli remportent le titre ETCC sur Volvo 240 Turbo face aux BMW-Schnitzer. En 1986, pour contrecarrer la nouvelle Ford Sierra, Volvo contacte directement désormais le team belge RAS Sport pour être représenté par lui en ETCC. Les victoires s'enchaînent bien, à Hockenheim, Anderstorp, Brno, Österreichring et Zolder, mais le carburant utilisé à  Anderstorp et à l'Österreichring n'est pas déclaré conforme, et Lindström perd son titre.
Volvo s'est alors retiré du sport auto à la fin de la saison 1986, en partie à cause de la controverse sur son respect des règles d'homologation de la FIA, mais aussi parce que la 240 avait déjà de toute façon rempli son contrat. Volvo ne revint pas en sport automobile jusqu'à l'avènement du Super Touring racing dans les années 1990, avec le modèle 850. Au 1987, Lindström passa chez Q-Racing, avec une Alfa Romeo 75 Turbo

## Palmarès

### Titres
- Championnat d'Europe FIA des voitures de tourisme 1985, sur Volvo 240 Turbo (avec Gianfranco Brancatelli);
- Champion de Scandinavie des voitures de tourisme Groupe A 1983;
- Champion de Suède des voitures de tourisme Groupe A <1,6 L. 1980, 1981 et 1982;
- Champion de Norvège des voitures de tourisme Groupe A <1,6 L 1983;
- Champion de Suède des voitures de tourisme 1977;
- Volkswagen Golf Cup de Suède 1982 (2e en 1979):
- Volkswagen Golf Cup <1,6 L. de Scandinavie 1980, 1981 et 1982;
- Volkswagen Golf Cup de Norvège 1982;
- 5 Volvo 140 Cup entre 1974 et 1975 (4 de Suède, et 1 de Scandinavie).

### Victoires notables en ETCC
(victoires sur Volvo 240 Turbo d'Eggenberger Motorsport en 1985, puis de RAS Sport en 1986; acquises par Lindström avec Gianfranco Brancatelli en 1985, puis Johnny Cecotto, Ulf Granberg (sv) ou encore Anders Olofsson en 1986)
- 500 kilomètres d'Anderstop 1985;
- 500 kilomètres de Zeltweg 1985;
- 500 kilomètres dd Saltzburgring 1985;
- GP Nürburgring 1985;
- ETCC Zolder 1985;
- 500 Kilomètres d'Estoril 1985;
- 500 kilomètres d'Hockenheim 1986;
- Grand Prix de Brno 1986:
- ETCC Zolder 1986;
  - 2e des 500 kilomètres de Vallelunga 1985;
  - 2e du Grand Prix de Brno 1985;
  - 2e des 4 Heures de Jarama 1985;
  - 2e du Grand Prix de Nogaro 1986
  - 3e des 500 kilomètres de Mugello 1984;
  - 3e des 24 Heures de Spa 1985;
  - 3e du RAC Tourist Trophy 1985;
  - 3e des 4 Heures de Jarama 1986.